# Levelland
Levelland é uma cidade localizada no estado norte-americano do Texas, no Condado de Hockley.

## Demografia
Segundo o censo norte-americano de 2000, a sua população era de 12.866 habitantes.
Em 2006, foi estimada uma população de 12.674, um decréscimo de 192 (-1.5%).

## Geografia
De acordo com o United States Census Bureau tem uma área de
25,7 km², dos quais 25,7 km² cobertos por terra e 0,0 km² cobertos por água.

## Localidades na vizinhança
O diagrama seguinte representa as localidades num raio de 28 km ao redor de Levelland.